# Symphony No. 42
A Symphony No. 42 egy 2014-ben bemutatott magyar animációs rövidfilm, amelyet Bucsi Réka rendezett. A kisfilm 47, asszociációkkal összefűzött, szürreális jelenetből áll. 
Bemutatójára a 2014-es Berlinalén került sor, később pedig számos fesztivál, többek közt a Sundance versenyprogramjában is szerepelt. Magyarországon elnyerte a legjobb magyar rövidfilm díját a 2. Friss Hús Rövidfilmfesztiválon.

## Díjak
- 2. Friss Hús Budapest Nemzetközi Rövidfilmfesztivál – Legjobb magyar rövidfilm (2014)
- 24. MEDIAWAVE Nemzetközi Film és Zenei Együttlét – Legjobb magyar animációs film (2014)
- 3. Primanima Nemzetközi Elsőfilmes Animációs Fesztivál – George Pal-díj, legjobb diplomafilm (2014)
- 12. Anilogue Nemzetközi Animációs Filmfesztivál – Közönségdíj (2014)
- 38. Hongkong Nemzetközi Filmfesztivál – Elismerő oklevél (2014)
- Hirosimai Nemzetközi Animációs Filmfesztivál – Hiroshima-díj (2014)
- Kijev Nemzetközi Rövidfilm Fesztivál – Fődíj, közönségdíj (2014)
- Chicago Nemzetközi Filmfesztivál – Arany Plakett, Zsűri különdíj (2014)
- Vilnius Nemzetközi Filmfesztivál – Legjobb rövidfilm (2015)